# Wit-Rusland op het Eurovisiesongfestival 2016
Wit-Rusland nam deel aan het Eurovisiesongfestival 2016 in Stockholm, Zweden. Het was de 12de deelname van het land op het Eurovisiesongfestival. BTRC was verantwoordelijk voor de Wit-Russische bijdrage voor de editie van 2016.

## Selectieprocedure
Net als de voorbije jaren hield de Wit-Russische openbare omroep een nationale finale om de Wit-Russische inzending aan te duiden. Artiesten en tekstschrijvers konden hun bijdrage naar de omroep sturen. De inschrijving opende op 23 oktober en duurde tot 21 november. Uiteindelijk ontving BTRC 91 inzendingen, negentien minder dan het jaar voordien. Uit deze lijst werden tien namen weerhouden. De acts die mochten aantreden in de nationale finale, werden vrijgegeven op 1 december.
De nationale finale werd gehouden op 22 januari 2016 en net als de voorgaande drie edities gepresenteerd door Olga Ryzjikova, deze keer samen met Teo, die Wit-Rusland vertegenwoordigde op het Eurovisiesongfestival 2014. In tegenstelling tot de voorbije jaren werd er geen gebruik gemaakt van een vakjury: de televoters mochten autonoom bepalen wie namens Wit-Rusland naar Stockholm zou afreizen. De keuze viel uiteindelijk op Ivan en diens nummer Help you fly.

## Nationale finale
| Plaats | Artiest                  | Lied               | Stemmen |
| ------ | ------------------------ | ------------------ | ------- |
| 1      | Ivan                     | Help you fly       | 23.167  |
| 2      | NAPOLI                   | My universe        | 22.399  |
| 3      | Kirill Jermakov          | Running to the sun | 13.555  |
| 4      | Navi                     | Heta ziamlia       | 5.423   |
| 5      | Aleksej Gross            | Flame              | 3.202   |
| 6      | Anastasija Malasjkevitsj | Pray of love       | 2.680   |
| 7      | The EM                   | Turn around        | 2.164   |
| 8      | Valerija Sadovskaja      | Not alone          | 1.322   |
| 9      | Radiovolna               | Radio wave         | 805     |
| 10     | Sasja Zacharik           | Glory night        | 727     |

## In Stockholm
Wit-Rusland trad in Stockholm in de tweede halve finale op donderdag 12 mei 2016 aan. Ivan trad als vijfde van achttien acts op, net na Hovi Star uit Israël en gevolgd door Sanja Vučić uit Servië. Wit-Rusland wist zich niet te plaatsen voor de finale.
2004 · 2005 · 2006 · 2007 · 2008 · 2009 · 2010 · 2011 · 2012 · 2013 · 2014 · 2015 · 2016 · 2017 · 2018 · 2019 · 2020-2025
Albanië · Armenië · Australië · Azerbeidzjan · België · Bosnië en Herzegovina · Bulgarije · Cyprus · Denemarken · Duitsland · Estland · Finland · Frankrijk · Georgië · Griekenland · Hongarije · Ierland · IJsland · Israël · Italië · Kroatië · Letland · Litouwen · Macedonië · Malta · Moldavië · Montenegro · Nederland · Noorwegen · Oekraïne · Oostenrijk · Polen · Rusland · San Marino · Servië · Slovenië · Spanje · Tsjechië · Verenigd Koninkrijk · Wit-Rusland · Zweden · Zwitserland